# 孔灵产
孔灵产，南朝宋、南朝齐会稽郡山阴县（今浙江省绍兴市）人。
宋明帝泰始年间，担任晋安太守。宋后废帝时为中散、太中大夫。他笃信道教，有隐居之志，在禹井山立馆修道。孔灵产通晓天文，喜好术数。萧道成辅政，荆州刺史沈攸之起兵，孔灵产预言说从天时冥数观看，沈攸之必败。果如其言。萧道成以他说的得以应验，齐朝建立后，擢升为光禄大夫。其子孔稚珪。